# Brzumin
Brzumin – wieś sołecka w Polsce położona w województwie mazowieckim, w powiecie piaseczyńskim, w gminie Góra Kalwaria. Położona w zakolu Wisły nieopodal Czerska. Do Brzumina prowadzi droga wojewódzka nr 739, która łączy wieś z drogą krajową nr 79.
W latach 1975–1998 miejscowość administracyjnie należała do województwa warszawskiego.

## Historia wsi
Pierwsze zapiski o wsi Brzumino pochodzą z początków XIV wieku, wieś należała wówczas do komesa Jana. Z Brzumina wywodzi się ród Brzumińskich herbu Lubicz.
Począwszy od XVI wieku właścicielami wsi byli (kolejno):
- początek XVI w. – Jan Lasocki herbu Dołęga (zm. 1558), wojewoda nurski;
- Stanisław Lasocki herbu Dołęga (ur. 1512 w Piwoninie), dworzanin Zygmunta Starego, wojewoda nurski;
- Jan z Glewa Lasocki (ur. 1557, zm. 1604), kasztelan zakroczymski;
- Stanisław z Glewa Lasocki (ur. 1577), kasztelan Zakroczymski, małogoski i czerski;
- Piotr Szyszkowski – starosta warecki;

Brak danych pomiędzy 1626 a 1811 rokiem;
- Marcin z Ramnic Niwicki herbu Korczak, właściciel dóbr Brzumino, Pawłowice, Kanie i Kawęczyn w ziemi warszawskiej w roku 1758;
- książę Dominik Radziwiłł (do 1811);
- Antoni Kleczkowski,
- Mikołaj Kamieński miał 12/16, Jan Strzemeski 3/16, Hilary Strzemeski 1/16;
- Mikołaj Kamieński 12/16, Ignacy i Antonina Bańkowscy 4/16 – po 1830 całość majątku należała do Mikołaja Kamieńskiego;
- córki Mikołaja Bańkowskiego Michalina Bogusławska i Anna Kamieńska, Bogusławska odsprzedała swoją część Klemensowi Krzysztoporskiemu;
- od 1850 całość dóbr należała do Antoniny z Kamieński Daszewskiej;
- Michał Kajetan Daszewski;
- Jan Walery (lub Walenty) Daszewski.

W latach 1912–1921 część dóbr brzumińskich została rozprzedana. 
W kwietniu 1939 rozpoczęto budowę mostu, która została ukończona w lipcu. W dniach 8-11 września 1939 o ten most wojska polskie walczyły z hitlerowskim najeźdźcą. Wieś w latach 1867–1954 należała do gminy Czersk, a po jej likwidacji do 1972 do gromady Czersk. Od 1 stycznia 1973 Brzumin należy do gminy Góra Kalwaria.